# Pe Ell (Washington)
Pe Ell je gradić u američkoj saveznoj državi Washington. Prema popisu stanovništva iz 2010. u njemu je živjelo 632 stanovnika.